# Саплун
Саплун је мало ненасељено острво у хрватском делу Јадранског мора.
Саплун се налази северно од острва Чешвиница западно од Ластова, од којег је удаљен око 2,5 км. Припада групи малих острвца и гребена званој Ластовњаци. Површина острва износи 0,415 км². Дужина обалске линије је 3,22 км.. Највиши врх на острву је висок 40 метара.